# Rádžiové

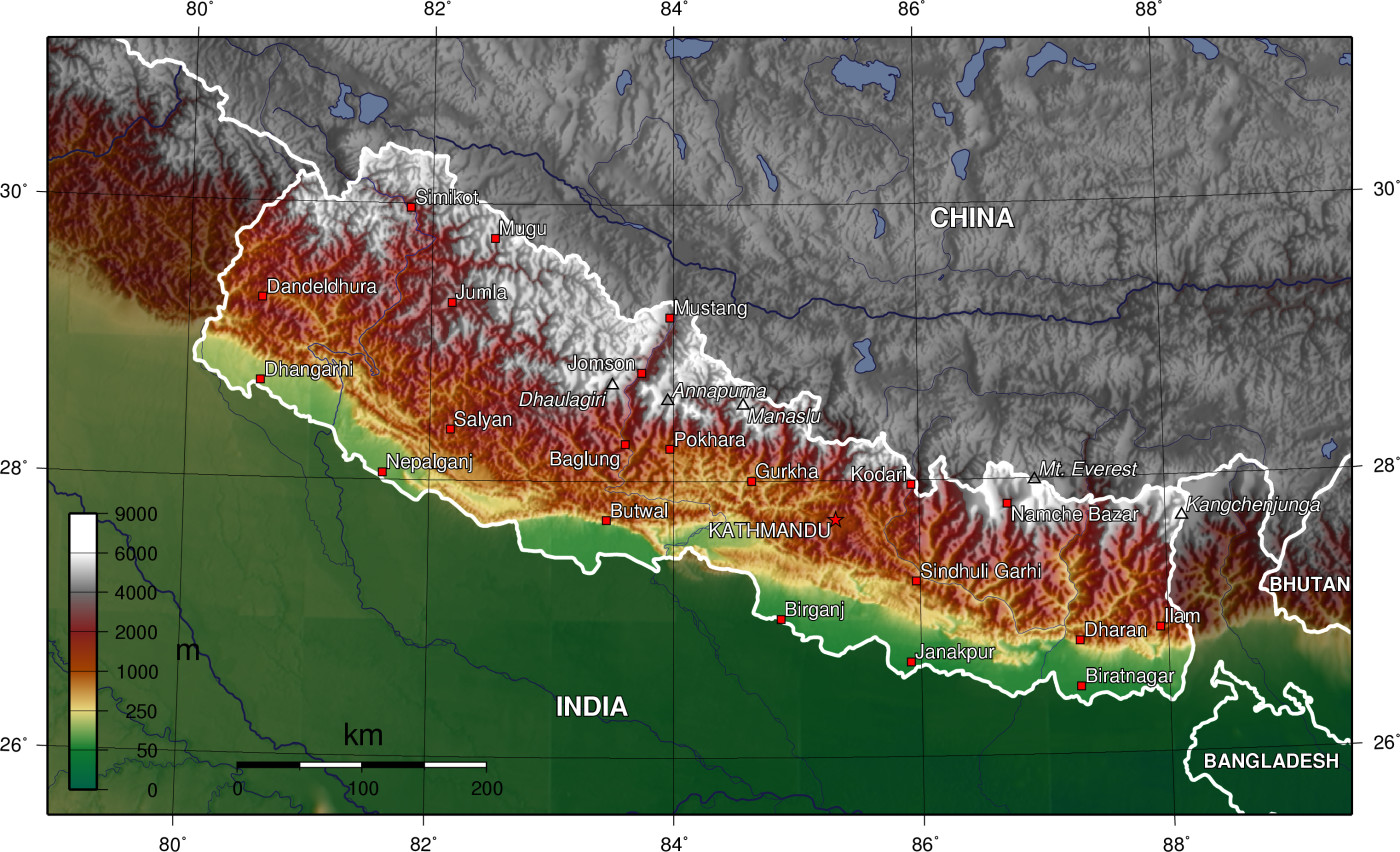
Plošina Terai v Nepálu

Rádžiové (anglicky Raji), také zvaní „medoví lidé“, jsou jedním z malých kmenů žijících na planině Teraje mezi jižním okrajem Nepálu a Indií. Počet příslušníků tohoto kmene je odhadován na 3000 až 5000 lidí. Většina z nich žije v Nepálu, část pak v Indii.

## Název a jazyk
Rádžiové mají svůj vlastní jazyk Rádži (Raji). Z něho pochází i jejich jméno, které je odvozováno od Radža Simal („krále stromů“), který je otcem svých dětí – Rádžiů.

## Historie
Rádžiové byli původně kočovným národem, který putoval od tábořišť na březích řek do lesů za sběrem medu. Dnes tímto způsobem života žije už jen necelých 200 příslušníků tohoto kmene. Vzhledem k tomu, že si nedělají starosti s budoucností ani s minulostí, tak toho z jejich historie mnoho nevíme.

## Obživa a životní prostředí
Většinu roku tráví Rádžiové putováním za medem. Na planině Terai se totiž rozkládá pás subtropického lesa, uvnitř kterého žije množství divokých himálajských včel. Med je pro Rádžie jednou z mála věcí, kterou mohou nabídnout k prodeji ostatním Nepálcům a získat za něj tak jídlo, oblečení, ale i alkohol.
Pro med se na stromy vydávají pouze v muži v plné síle. Jako ochranný oděv mají na sobě kalhoty, halenu a turban. Obličej mají částečně zakrytý rybářskou sítí. Aby se mohli dostat ke včelím hnízdům, používají speciální pochodně hoka, které mají zavěšené na krku. Pochodně jsou vyrobené ze suchých větviček a listí, které po zapálení vytváří hustý dým odhánějící včely. Když šplhají po stromech, vysekávají si do kůry stupínky, aby se jim lépe lezlo. Jejich jediným spojením se zemí je lano, které používají pro vytažení nové pochodně a také s ním uvolňují medové plástve. Nikdy však nezničí celé hnízdo, aby se k němu mohli později znovu vrátit.
Kromě pláství sbírají Rádžiové i voštiny s včelími larvami, které poté praží a dochucují a je z nich poté velmi výživné jídlo. Pokud se včely vyrojí a přesunou se jinam, stěhují se za nimi i Rádžiové. Na začátku jara však včely tuto oblast opouští a tak přichází období rybaření.
Dlabají svoje kánoe nawa z kmenů stromů, na kterých plují proti proudu řeky a hledají vhodná místa k rybaření, v jejichž blízkosti poté rozbíjejí tábor. Rybaření pak zajišťuje Rádžiům obživu po část roku. Přebytky ryb prodávají, ale většinu spotřebují sami.
Jejich způsob života je velmi blízký původním lovcům a sběračům, bohužel však počet Rádžiů žijících tímto způsobem neustále klesá, stejně jako se zmenšuje plocha zdejšího lesa a množství včel, které v něm žijí. Postupně se tak Rádžiové usazují a stávají se z nich zemědělci.

## Bydlení a oděv
Pro bydlení si stavějí jednoduché přístřešky a chýše. Žijí ze dne na den a neřeší žádné hmotné statky, jenom svojí práci.
Jako oděv používají haleny, turbany, kalhoty a různé šátky. Pokud kdysi mívali svůj vlastní oděv, dnes už ho skoro nikdo z nich nepoužívá. Vyrábějí si tašky na nošení věcí.

## Společenské uspořádání
Skupina Rádžiů která čítá kolem 30 lidí, funguje jako jedna velká rodina. Pokud se o něco dělí tak se dělí rovným dílem. A na rozdíl od většiny ostatních kmenů v této oblasti zde mají dobré postavení i ženy.

## Duchovní život a tradice
Posvátnou funkci mají v životě Rádžiů především různé stromy. U jedné skupinky existuje jeden strom nazývaný Radža Simal. Radža Simal stojí uprostřed mýtiny a vyrůstá do výše 50 metrů. Tento „král stromů“ má u země obvod přes 20 metrů a na jeho větvích se nachází mnoho včelích úlů. A předtím než se vydají Rádžiové do jeho koruny, tak se koná obětní slavnost.
Smrt člověka berou Rádžiové s realistickým klidem, protože pokud má někdo umřít, tak umře. Ale nikdy zbytečně neriskují.
Dnes ale většina z nich kromě tradičního náboženství přijala i hinduistickou víru.